# Franz Thamm
Franz Thamm (* 19. Juni 1831 in Landeck, Landkreis Habelschwerdt; † 21. Februar 1902 ebenda) war ein deutscher Bildhauer.

## Leben
Franz Thamm, dessen Vater Maurer war, lebte in ärmlichen Verhältnissen. Bereits im Schulalter schnitzte er Kreuze und Figuren, die er in den umliegenden Dörfern verkaufte. Obwohl seine künstlerische Begabung früh erkannt wurde und er sich der Bildhauerei zuwenden wollte, konnten ihn seine Eltern nicht entsprechend fördern. Nach einer Schuhmacherlehre ging er auf Wanderschaft und machte sich 1855 mit einem Schuhmachergeschäft in Landeck selbständig. Zwei Jahre später heiratete er die Tochter eines Tischlermeisters aus Schreckendorf. In seiner Freizeit beschäftigte er sich weiterhin mit den theoretischen Grundlagen der Bildhauerei und mit figuralem Zeichnen. Nachdem ihm vom Bildhauer Bernhard Kutzer aus Obergrund bei Zuckmantel seine künstlerische Begabung bestätigt worden war und der Frankensteiner Kirchenmaler Krachwitz ihm für den Anfang Aufträge versprach, gab Thamm das Schuhmachergeschäft auf und gründete ein Bildhaueratelier. Sein erster Auftrag war ein Altar für die Pfarrkirche in Köchendorf im Landkreis Ohlau. Obwohl von verschiedenen Seiten angezweifelt wurde, ob Thamm, der keine Bildhauerausbildung hatte, dem Auftrag gerecht werden könne, wurde der Altar von den Vertretern der Regierung positiv begutachtet und Thamm eine zusätzliche Prämie gewährt. Dadurch erhielt er weitere Aufträge in der Grafschaft Glatz und in Schlesien. 1874 errichtete Thamm für sich und seine Familie ein Haus mit Atelier. Dort wurde er häufig von Künstlern besucht, die das Bad Landeck besuchten, u. a. von Eduard Steinbrück und August Julius Streichenberg. 1880 unternahm Thamm eine Kunstreise über Prag nach München, wo zur gleichen Zeit die Glatzer Künstler und Absolventen der Königlichen Kunstakademie Wilhelm Hauschild, Josef Zenker, Hieronymus Richter und Joseph Elsner erfolgreich wirkten. Dort begegnete er auch dem Akademieprofessor Joseph Knabl, dem künstlerischen Leiter der Mayer’schen Hofkunstanstalt. 1884 bereiste Franz Thamm Oberitalien. Wegen der Zunahme großer Arbeiten in Stein errichtete er für sich ein weiteres Atelier mit Oberlicht.
1893 erhielt Thamm den Auftrag für die „Fünfzehn Geheimnisse des hl. Rosenkranzes“ für den Kalvarienberg in Deutsch-Piekar im Landkreis Beuthen. Wegen nachlassender Kräfte konnte er nur die „Geißelung“ und die „Dornenkrönung“ selbst ausführen, die weiteren Werke wurden von seinen Söhnen ausgeführt. Sie schufen auch die Kreuzwegstationen für die Mauritiuskirche in Breslau. 1894 erlitt Thamm einen Schlaganfall, von dem er sich nicht mehr erholte. 1901 vollendete er noch eine Ecce-Homo-Statue für die Kirche von Schömberg im Landkreis Landeshut. Ein Jahr später starb er. Die Bildhauerwerkstatt führten die Söhne Paul und Adolf weiter. Der gleichnamige älteste Sohn Franz Thamm jun. hatte sich schon vorher selbständig gemacht.

## Werke

### Grafschaft Glatz
- Bad Landeck, Kurpark: Marmorbüste des preußischen Königs Wilhelm I.; Sandkreuz bei der katholischen Pfarrkirche
- Schreckendorf, Pfarrkirche St. Maternus: Pietà, Schutzengel, lebensgroße Heiligenstatuen und Kreuzwegstationen[2]
- Ludwigsdorf: Grabdenkmal mit Madonna mit Kind aus Sandstein
- Niedersteine: Kleines Kruzifix aus Marmor für die Gräfin Magnis
- Tscherbeney: Lebensgroße Jungfrau Maria aus Sandstein, als Grabdenkmal für Pfarrer Martinetz

### Schlesien
- Niehmen, Kanzel und verschiedene Statuen[3]
- Reichenstein, mehrere Statuen in Holz[4]
- Peterswaldau: Statue des hl. Antonius mit Christuskind in Sandstein (1873)[5]
- Ossig bei Striegau: Nepomuk-Statue aus Sandstein
- Schönfeld bei Ingramsdorf, Schloss: mehrere größere Sandsteinarbeiten, Gutenberg-Statue aus Sandstein[6]
- Liegnitz, Johanneskirche: acht überlebensgroße Statuen, darunter Madonna mit Kind
- Laurahütte: Sandstein-Hochrelief über dem Kirchenportal: Maria mit dem Jesuskind und zwei anbetende Engel
- Breslauer Dom: Sandsteinstatue der hl. Jungfrau Maria
- Josephsstift Breslau: Statue des hl. Joseph mit Kind[7]

### Weitere
- Potsdam, katholische Kirche: Madonna mit Kind
- Jauernig: Friedhofskreuz